# McLibel
McLibel es un documental dirigido por Franny Armstrong para Spanner Films sobre el caso McLibel. El filme fue completado primeramente como una versión de televisión de 52 minutos, en 1997, después de la conclusión del juicio. Fue reeditado a una versión de 85 minutos de duración en 2005, cuando los acusados de McLibel llevaron sus caso a la Corte Europea de Derechos Humanos.
La versión de 1997 con 52 minutos fue mostrada en festivales de cine en todo el mundo, y comprada para televisión en unos diez países. La versión de 2005 de 85 minutos fue lanzada teatralmente en Reino Unido, Estados Unidos, Australia y otros países y vendida a la televisión alrededor del mundo, especialmente a la BBC2 (como parte de su temporada "Storyville Classics", donde alcanzó un millón de espectadores a las diez p. m. de la noche del domingo) y la CBC en Canadá.
El film muestra reconstrucciones del juicio dirigidas por el notable director británico Ken Loach, para las que colaboró gratuitamente con su tiempo. También incluye entrevistas con Erich Schlosser, autor de Fast Food Nation, Keir Starmer, ahora director del Ministerio Público del Reino Unido  y de Howard Lyman de Oprah/ Infamia de la Vaca Loca.
La versión en DVD fue publicada en 2006 y contiene más de seis horas de extras, incluyendo un comentario paródico sobre McDonalds del comediante Rob Newman.
Hacia el agosto de 2008, los productores estimaban que más de 26 millones de personas habían visto el film.
El film tuvo una puntuación del 100% en Rotten Tomatoes.